# Область головних ідеалів
Область головних ідеалів — це область цілісності, в якій будь-який ідеал є головним. Загальніше поняття — кільце головних ідеалів, від якого не вимагається цілісність (однак деякі автори, наприклад Бурбакі, посилаються на кільце головних ідеалів як на цілісне кільце).
Елементи кільця головних ідеалів у деякому сенсі схожі на числа: для будь-якого елемента існує єдиний розклад на прості, для будь-яких двох елементів існує найбільший спільний дільник.
Області головних ідеалів можна позначити на такому ланцюжку включень:
Коммутативні кільця ⊃ Області цілісності ⊃ Факторіальні кільця ⊃ Області головних ідеалів ⊃ Евклідові кільця ⊃ Поля
Крім того, всі області головних ідеалів є нетерівськими і дедекіндовими кільцями.

## Приклади
- Кільце цілих чисел {\displaystyle \mathbb {Z} }
- Кільце многочленів над полем k — k[x], а також кільце формальних степеневих рядів
- Z[i] — кільце цілих гаусових чисел
- Кільце цілих чисел Ейзенштейна

Приклади цілісних кілець, які не є кільцями головних ідеалів:
- Z[x] — кільце многочленів з цілими коефіцієнтами (ідеал (2, x) можна породити одним многочленом)
- Кільце многочленів від двох змінних k[x, y] (ідеал (x, y) не є головним)

## Модулі
Основний результат тут — така теорема: якщо R — область головних ідеалів і M — скінченнопороджений модуль над R, то M розкладається в пряму суму циклічних модулів, тобто модулів, породжених одним елементом. Оскільки існує сюр'єктивний гомоморфізм з R у циклічний модуль над ним (який відправляє одиницю в генератор), за теоремою про гомоморфізм будь-який циклічний модуль має вигляд {\displaystyle R/xR} для деякого {\displaystyle x\in R}.
Зокрема, будь-який підмодуль вільного модуля над областю головних ідеалів вільний. Це хибно для довільних кілець, як контрприклад можна навести вкладення {\displaystyle \mathbb {Z} [X]}-модулів {\displaystyle (2,X)\subseteq \mathbb {Z} [X]}.